# Temperaturanomalien im Jahr 2016
| Monat     | Global   | Europa   |
| --------- | -------- | -------- |
| Januar    | +0,72 °C | >−1,0 °C |
| Februar   | +0,86 °C | +3,9 °C  |
| März      | +0,80 °C |          |
| April     | +0,69 °C |          |
| Mai       | +0,59 °C |          |
| Juni      | +0,44 °C |          |
| Juli      | +0,55 °C |          |
| August    | +0,62 °C |          |
| September | +0,56 °C |          |
| Oktober   | +0,57 °C |          |
| November  | +0,62 °C |          |
| Dezember  | +0,50 °C |          |
| Jahr 2016 | +0,62 °C |          |

Die Temperaturanomalien im Jahr 2016 sind Abweichungen von Temperaturmittelwerten für das Jahr 2016. Als Vergleich dient, wenn nicht anders angegeben, die Normalperiode 1981–2010, die damals der von der Weltorganisation für Meteorologie (WMO) verwendete Referenzzeitraum ist. Die Abweichungen werden in diesem Artikel nach Zahlen pro Monat zum einen global und zum anderen für Europa betrachtet und beruhen auf den Angaben des Copernicus Climate Change Service (C3S). Darüber hinaus werden einige weitere regionale, monatliche Temperaturanomalien und in den jeweiligen Monat fallende Hitze- und Kältewellen sowie damit zusammenhängende Wetterphänomene und Temperaturrekorde erwähnt.

## Jahresbilanz
2016 war gemäß WMO das wärmste Jahr seit Beginn der Messungen, die weltweite Jahresmitteltemperatur lag 0,52 °C über der Normalperiode. In der Schweiz lag die Jahresmitteltemperatur 0,7 °C über der Normalperiode.

## Januar
Der Januar 2016 war global der bisher wärmste Januarmonat. Die Monatsmitteltemperatur lag um 0,72 °C über der Normalperiode bzw. um 0,18 °C über deren des bisher wärmsten Januarmonats 2007. In Europa lag die Monatsmitteltemperatur fast 1 °C unter der Normalperiode. In Deutschland lag die Monatsmitteltemperatur etwa 0,8 °C über der Normalperiode und in der Schweiz 1,8 °C.

## Februar
Der Februar 2016 war global der bisher wärmste Februarmonat. Die Monatsmitteltemperatur lag um 0,86 °C über der Normalperiode bzw. um fast 0,5 °C über deren des bisher wärmsten Februarwerts aus den Jahren 2010 und 2015. In Europa lag die Monatsmitteltemperatur 3,9 °C über der Normalperiode ein Wert, der zuvor nur einmal, im Februar 1990, überschritten wurde. In der Schweiz lag die Monatsmitteltemperatur 2,3 °C über der Normalperiode.

## März
Der März 2016 war global der bisher wärmste Märzmonat. Die Monatsmitteltemperatur lag um 0,80 °C über der Normalperiode bzw. um fast 0,4 °C über deren des bisher wärmsten Märzwerts aus den Jahren 2002 und 2010. In der Schweiz lag die Monatsmitteltemperatur 0,4 °C unter der Normalperiode.

## April
Der April 2016 war global der bisher wärmste Aprilmonat. Die Monatsmitteltemperatur lag um 0,69 °C über der Normalperiode bzw. um 0,26 °C über dem des bisher wärmsten Aprilwerts aus dem Jahr 2010. In der Schweiz lag die Monatsmitteltemperatur 0,7 °C über der Normalperiode.

## Mai
Der Mai 2016 war global der bisher wärmste Maimonat. Die Monatsmitteltemperatur lag um 0,59 °C über der Normalperiode bzw. um 0,22 °C über dem des bisher wärmsten Maiwerts aus dem Jahr 2010. In der Schweiz lag die Monatsmitteltemperatur 0,6 °C unter der Normalperiode.

## Juni
Der Juni 2016 war global der bisher wärmste Junimonat. Die Monatsmitteltemperatur lag um 0,44 °C über der Normalperiode bzw. um 0,07 °C über dem des bisher wärmsten Juniwerts aus dem Jahr 2015. In der Schweiz lag die Monatsmitteltemperatur 0,2 °C über der Normalperiode.

## Juli
Der Juli 2016 war global der bisher wärmste Julimonat. Die Monatsmitteltemperatur lag um 0,55 °C über der Normalperiode bzw. um 0,19 °C über dem des bisher wärmsten Juliwerts aus dem Jahr 2009. In der Schweiz lag die Monatsmitteltemperatur 0,9 °C über der Normalperiode.

## August
Der August 2016 war global der bisher wärmste Augustmonat. Die Monatsmitteltemperatur lag um 0,62 °C über der Normalperiode bzw. um 0,17 °C über dem des bisher wärmsten Augustwerts aus dem Jahr 2015. In der Schweiz lag die Monatsmitteltemperatur 1,1 °C über der Normalperiode.

## September
Der September 2016 war global der bisher wärmste Septembermonat. Die Monatsmitteltemperatur lag um 0,56 °C über der Normalperiode bzw. um 0,11 °C über dem des bisher wärmsten Septemberwerts aus dem Jahr 2015. In der Schweiz lag die Monatsmitteltemperatur 2,5 °C über der Normalperiode.

## Oktober
Der Oktober 2016 war global der bisher zweitwärmste Oktobermonat. Die Monatsmitteltemperatur lag um 0,57 °C über der Normalperiode bzw. um 0,07 °C niedriger als der bisher wärmste Oktoberwert aus dem Jahr 2015. In der Schweiz lag die Monatsmitteltemperatur 1,2 °C unter der Normalperiode.

## November
Der November 2016 war global der bisher wärmste Novembermonat. Die Monatsmitteltemperatur lag um 0,62 °C über der Normalperiode bzw. geringfügig höher als der bisher wärmste Novemberwert aus dem Jahr 2015. In der Schweiz lag die Monatsmitteltemperatur 0,6 °C unter der Normalperiode.

## Dezember
Der Dezember 2016 war global der bisher zweitwärmste Dezembermonat. Die Monatsmitteltemperatur lag um 0,50 °C über der Normalperiode bzw. um 0,19 °C niedriger als der bisher wärmste Dezemberwert aus dem Jahr 2015. In der Schweiz lag die Monatsmitteltemperatur 1,5 °C über der Normalperiode.